# Il raggio naufragatore
Il raggio naufragatore è un romanzo fantascientifico avventuroso a sfondo bellico-marinaresco di Luigi Motta del 1903. È considerato tra i primi esempi italiani di narrativa del filone della «guerra futura» (assieme a La principessa delle rose del 1911 dello stesso autore).

## Storia editoriale
Il romanzo apre la stagione delle storie «scientifico-marinaresche» di Motta. La prima edizione del 1903, pubblicato a Torino da Giulio Speirani e Figli (con sottotitolo "romanzo scientifico-fantastico"), fu seguita da varie riedizioni per Sonzogno e altri editori tra le due guerre mondiali, dal 1927 al 1939, infine ebbe una edizione di diffusione limitata nel 1945.

## Trama
Il romanzo ruota attorno a un misterioso raggio di energia capace di affondare le navi. L'arma, impiegata da un criminale per atti di pirateria, viene infine neutralizzata quando il fascio viene riflesso verso la fonte stessa mediante uno specchio, provocando la distruzione dell'apparato.

## Critica
Salvatore Canneto nel Dizionario biografico degli italiani evidenzia come il romanzo apra la stagione «scientifico-marinaresca» di Motta.
La critica colloca Il raggio naufragatore tra i primi esempi italiani di narrativa della «guerra futura», notandone l'anticipazione di armi a energia diretta. L'opera è citata, come caso emblematico di proto-fantascienza europea precedente al secondo conflitto mondiale, nel capitolo di Salvatore Proietti in The Cambridge History of Science Fiction.

## Edizioni
- Luigi Motta, Il raggio naufragatore : romanzo scientifico-fantastico, illustrato, Torino, Giulio Speirani e Figli, 1903.
- Luigi Motta, Il raggio naufragatore, Milano, Sonzogno, 1927.
- Luigi Motta, Il raggio naufragatore, in L'occhio di fuoco, copertina di G. D'Amato, Sesto San Giovanni, A. Barion Editore, 1932.
- Luigi Motta, Il raggio naufragatore, Milano, Edizioni «Le Grandi Avventure», 1935.
- Luigi Motta, Il raggio naufragatore, collana Romanzi per la Gioventù, Milano, S.A.D.E.L., 1939.
- Luigi Motta, Il raggio naufragatore, Milano, C.E.M. (Casa Editrice Milieri), 1945.